# Kår (militär)
Kår är en militär administrativ enhet. I den svenska Armén har benämningen använts främst till förband som ej uppsatt ett krigsförband i ett regementes storlek men även till fristående bataljoner och kavallerienheter till ett regementes eller mindre storlek. Den stora skillnaden mellan ett regemente och en kår är att en kår i regel består av en stab och en bataljon medan ett regemente i regel består av en stab och minst två bataljoner. Under 1900-talet benämndes förband inom truppslagen luftvärnet, ingenjörstrupperna, signaltrupperna och trängtrupperna för kår. Vissa avvikelser har dock förekommit, då till exempel Värmlands regemente endast omfattade en bataljon åren 1928–1948 men ändå kallades för regemente.
Amfibiekåren bildades år 2000 av resterna av kustartilleriet. Amfibiekåren har två regementen och bör därför kanske snarast ses som en motsvarighet till marinkårer.
Även i det svenska Flygvapnet har begreppet kår använts, då i form av Flygkår. Skillnaden var att en flygflottilj normalt bestod av en stab och minst två flygande divisioner, medan en flygkår saknade flygande krigsförband. Benämningen flygkår användes åren 1949–1974 av Flygvapnets markskoleförband.
Inom det svenska försvaret har också funnits ett stort antal personalkårer som samlat personal med speciella utbildningar eller uppgifter.

## Exempel på kårförband
- Amfibiekåren
- Fälttelegrafkåren
- Göta luftvärnskår
- Göta ingenjörkår
- Göta signalkår
- Jämtlands fältjägarkår
- Norrlands luftvärnskår
- Norrlands signalkår
- Norrlands trängkår
- Roslagens flygkår
- Roslagens luftvärnskår
- Svea flygkår
- Svea ingenjörkår
- Svea trängkår
- Skånska luftvärnskåren